# Montalba-le-Château
Montalba-le-Château is een gemeente in het Franse departement Pyrénées-Orientales (regio Occitanie) en telt 120 inwoners (1999). De plaats maakt deel uit van het arrondissement Prades.

## Geografie
De oppervlakte van Montalba-le-Château bedraagt 15,9 km², de bevolkingsdichtheid is 7,5 inwoners per km².

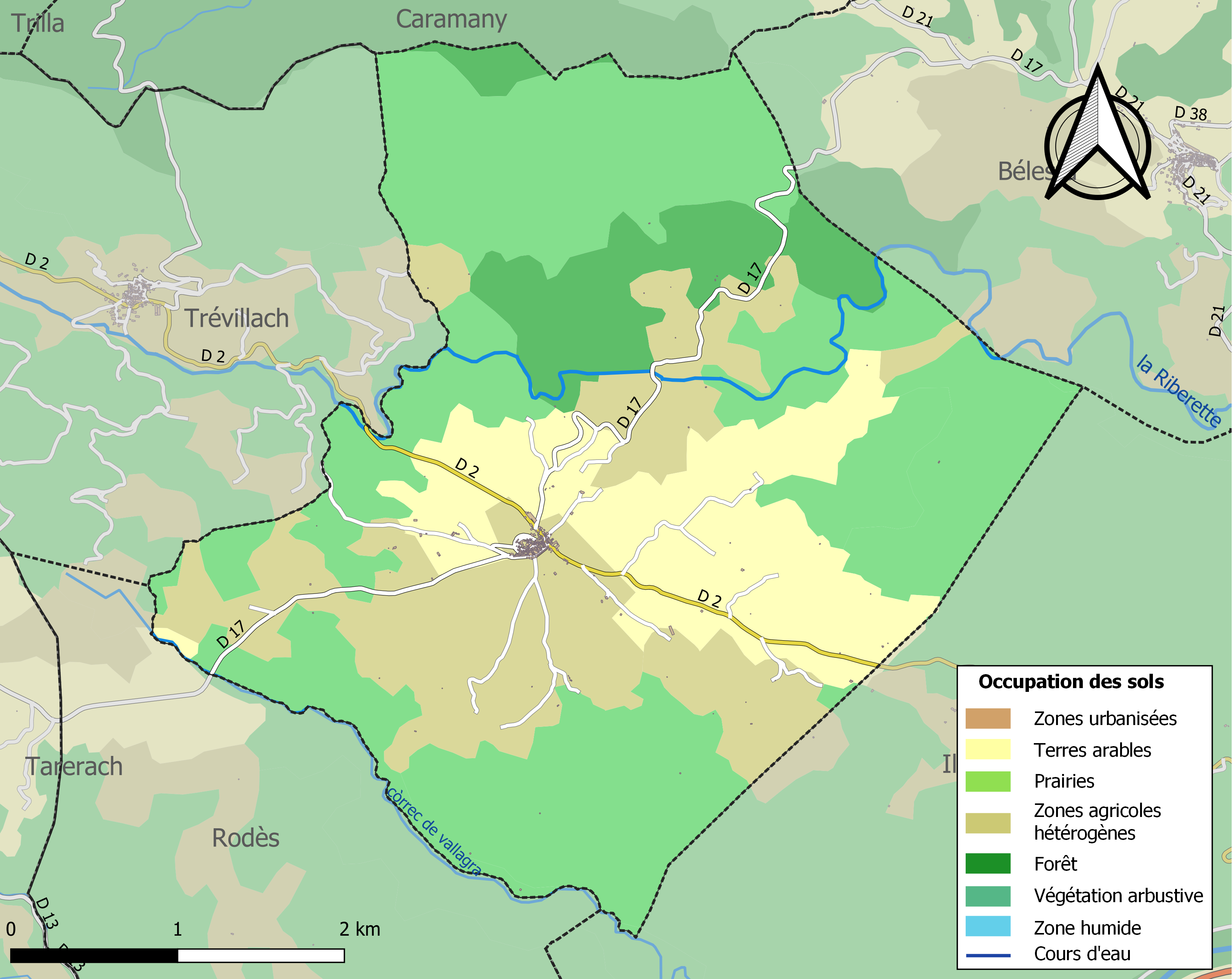
Kaart van de gemeente met de belangrijkste infrastructuur, bodemgebruik en omliggende gemeenten

## Demografie
Onderstaande figuur toont het verloop van het inwonertal (bron: INSEE-tellingen).